# 사랑과 눈물의 만리성
"사랑과 눈물의 만리성"은 한국에서 제작된 권혁진 감독의 1963년 영화이다. 박암 등이 주연으로 출연하였고 김영화 등이 제작에 참여하였다.

## 출연

### 주연
- 박암
- 이민자
- 김혜정
- 박종화

## 기타
- 조명: 이현우
- 미술: 홍명기